# Molla Panah Vagif

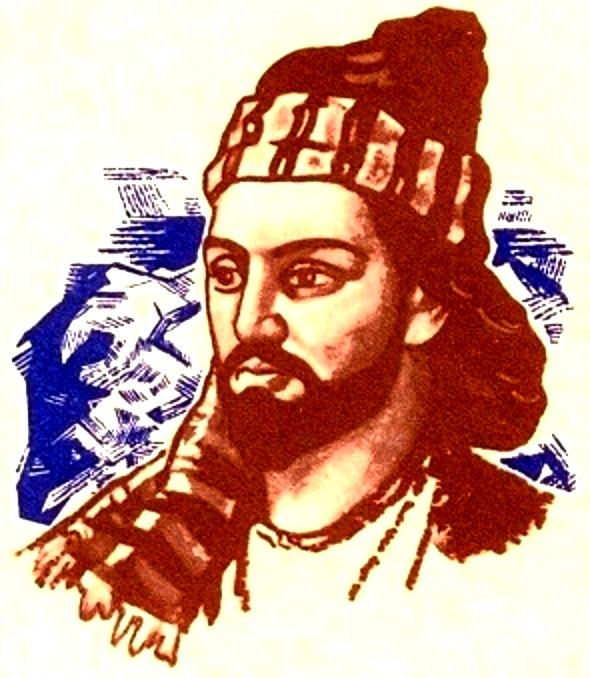
Molla Panah Vagif

Molla Panah Vagif (en persa: ملا پناه واقف‎, en azerí: Molla Pənah Vaqif, 1717–1797) fue un poeta de Azerbaiyán del siglo XVIII, fundador del género realista en la poesía nacional y también fue un prominente hombre de estado, diplomático y visir - ministro de Asuntos Exteriores en el Kanato de Karabaj.

## Biografía
Vagif nació en 1717 en el pueblo de Salahly (Kanato Kazajo), pero pasó la mayor parte de su vida en Karabaj. Poco después de su llegada a Shusha, la capital del Kanato de Karabaj, Vagid se volvió popular y era bastante requerido por el pueblo gracias a su sabiduría y talento. Había un dicho que decía: "No toda persona ilustrada puede ser Vagif".
Como visir, Vagif proporcionó prosperidad y desarrollo político al Kanato de Karabaj. También jugó un papel importante en la organización de la defensa de Shusha durante las incursiones del sha Aga Muhammad Khan Qajar  de Persia en 1795 y 1797.